# Plastic Leaded Chip Carrier

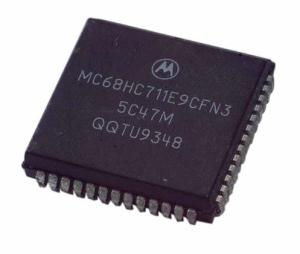
Microcontrolador Motorola MC68HC711E9CFN3 En encapsulat QFJ52 (PLCC52)

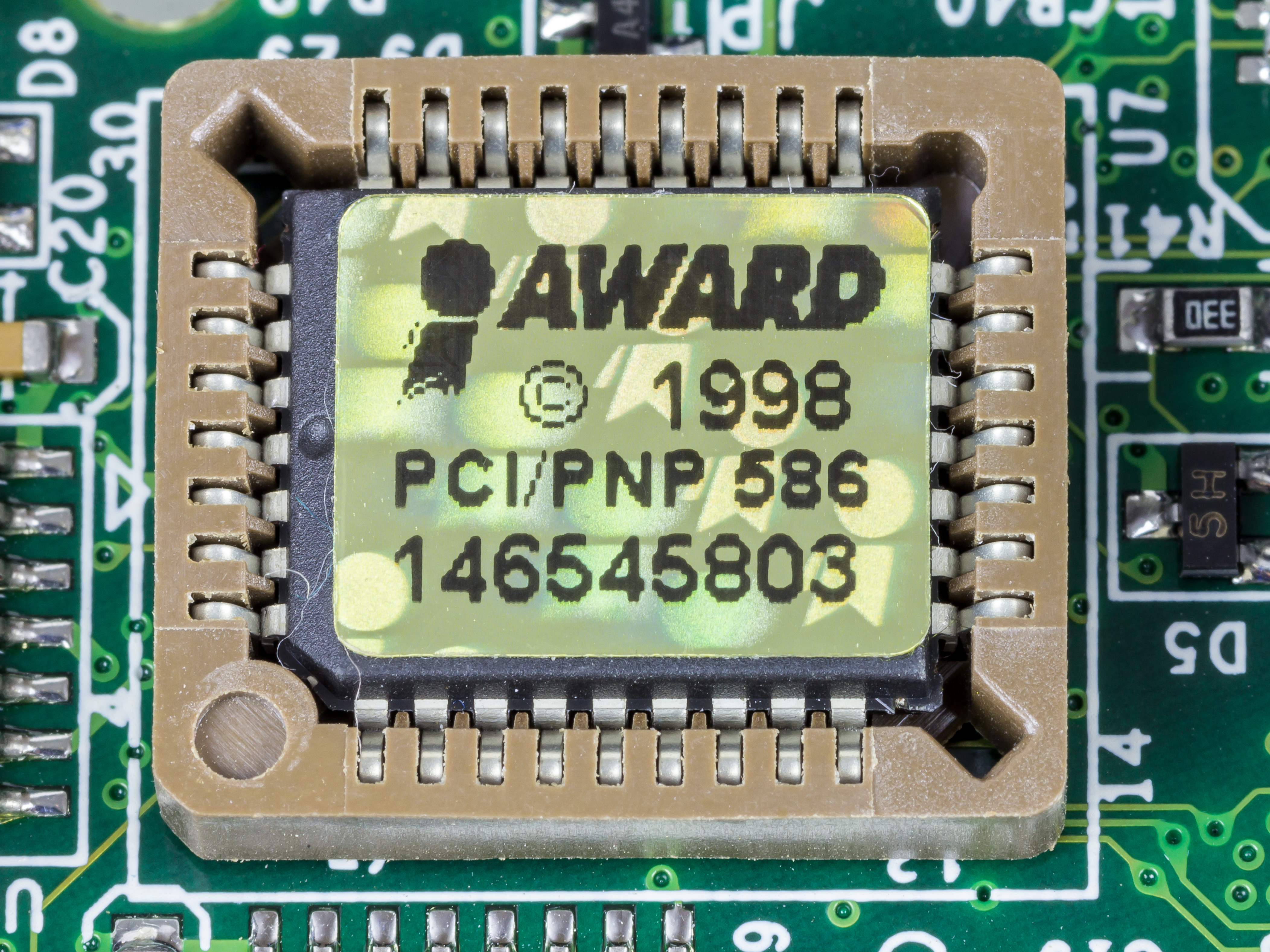
BIOS En encapsulat QFJ32 (PLCC32) muntat en sòcol

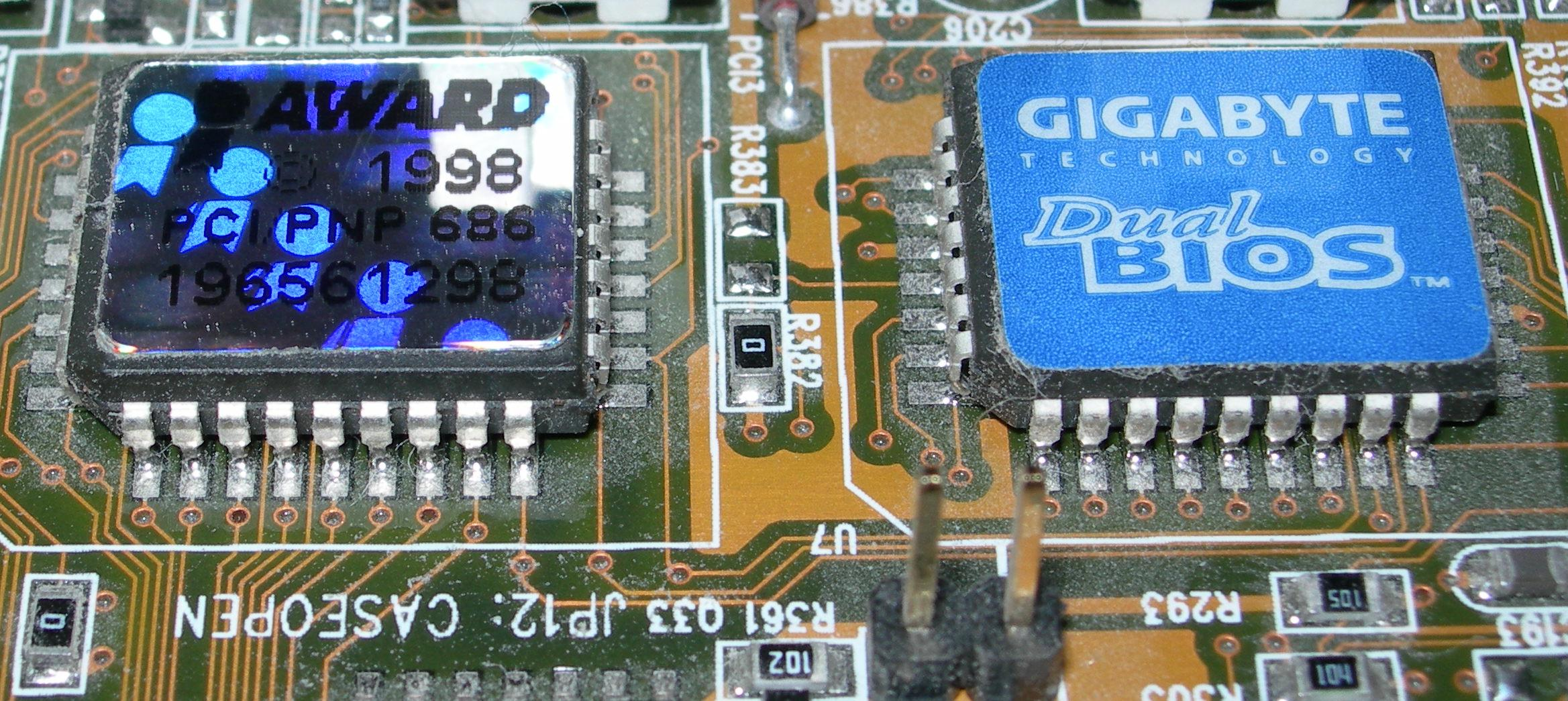
GiB DUAL BIOS a encapsulat QFJ32 (PLCC32)

Un Plastic Leader Chip Carrier (PLCC), també anomenat Quad-Flat-J-Leg Chipcarrier (QFJ) és un tipus d'encapsulat de circuit integrat amb un espaiat de pins d'1,27 mm (0, 05 polzades). El nombre de pins oscil·la entre 20 i 84. Els encapsulats PLCC poden ser quadrats o rectangulars. L'amplada oscil·la entre 0,35 i 1,15 polzades. PLCC és un estàndard JEDEC. Les configuracions PLCC requereixen menys espai en la placa que els seus competidors els leadless chip carrier (similars als encapsulats DIP però amb boletes en lloc de pins a cada connector).
Un dispositiu PLCC pot utilitzar tant per a muntatge en superfície com per instal·lats en un sòcol PLCC. Al seu torn els sòcols PLCC poden muntar-se en superfície o mitjançant through-hole (perforacions a la placa amb vora metal·litzat). La causa d'usar un sòcol muntat en superfície pot ser que el xip no suporti la calor generada durant el procés, o per facilitar el seu reemplaçament. Potser caldrà quan el xip requereix programació independent, com les FLASH ROM. Alguns sòcols thru-hole estan dissenyats per al seu ús en prototips mitjançant wire wrap.

## Variants
Normalment els PLCC tenen forma quadrada amb el mateix nombre de pins a cada costat, tot i que existeixen variacions de forma rectangular amb més pins en els costats més llargs, però sempre amb el mateix espaiat entre pins. El nom normalment indica el nombre de pins a continuació de les sigles. Per exemple un encapsulat de 52 pins es designa com QFJ52 o PLCC52. Les variants més utilitzades són:
- QFJ20 (PLCC20) - (10-0-10-0)
- QFJ32 (PLCC32) - (7-9-7-9)
- QFJ52 (PLCC52) - (13-13-13-13)
- QFJ68 (PLCC68) - (17-17-17-17)
- QFJ84 (PLCC84) - (21-21-21-21)

## Usos
Encara que per la seva alçada no és adequat per aplicacions de molt alta integració, s'usa en:
- Microcontroladors
- Aplicacions de Memòria Flash com les BIOS
- Fins a l'aparició de la tecnologia PGA, microprocessadors